# Älvdalens församling
Älvdalens församling är en församling i Norra Dalarnas kontrakt i Västerås stift. Församlingen ligger i Älvdalens kommun i Dalarnas län och utgör ett eget pastorat. 

## Administrativ historik
Församlingen bildades på medeltiden genom en utbrytning ur Mora församling. Mellan 24 december 1645 och 12 december 1651 ingick Särna församling (med Idre) i denna församling. Församlingen var till 1977 uppdelad i tre kyrkobokföringsdistrikt: Älvdalens kbfd (203902) och Evertsbergs kbfd (203901), från 3 februari 1922, och Åsens kbfd (203903) från 6 april 1923.
Evertsberg utgjorde kapellag fram till den 3 februari 1922, då det upphörde som sådant och istället blev kyrkobokföringsdistrikt.
Församlingen ingick till 22 februari 1586 i Mora pastorat för att därefter utgöra ett eget pastorat.

## Organister
Lista över organister i Älvdalens församling.
| Verksam   | Namn                      | Levnadstid | Övrigt         |
| --------- | ------------------------- | ---------- | -------------- |
| 1878-1910 | Anders Franzén            | 1852-1915  | Även klockare. |
| 1914-1933 | Karl Gustaf Lindberg      | 1872-      |                |
| 1933-1953 | Bernhard Sjödin           | 1888-      |                |
| 1955-1957 | Thor Erik Kristian Hammar | 1913-      |                |
| 1964      | –                         | –          | Vakant.        |

## Kyrkobyggnader
- Älvdalens kyrka

- Evertsbergs kapell
- Nornäs kapell
- Åsens kapell